# Coccophagus terani
Coccophagus terani är en stekelart som beskrevs av De Santis 1993. Coccophagus terani ingår i släktet Coccophagus och familjen växtlussteklar. Inga underarter finns listade i Catalogue of Life.